# Веракруз
Веракруз (шп. Veracruz) је град у Мексику, у савезној држави Веракруз. Један је од главних лучних градова у Мексичком заливу. Према процени из 2005. у граду је живело 444.438 становника. Шире подручје града је треће по величини у Мексичком заливу после Тампика и Коацакоалкоса.

## Становништво
Према подацима са пописа становништва из 2010. године, град је имао 552.156 становника.
| 1990.   | 1995.   | 2000.   | 2005.   | 2010.   |
| ------- | ------- | ------- | ------- | ------- |
| 303.152 | 381.190 | 411.582 | 444.438 | 552.156 |

## Партнерски градови
- Округ Мајами-Дејд
- Сан Хозе
- Кадиз
- Тампа
- Валенсија
- Сантос
- Сан Франсиско де Кампече
- Овиједо
- Халапа
- Мобил